# Charles Veillon
Pour les articles homonymes, voir Charles Veillon (homonymie) et Veillon.
 (août 2024).
Charles Veillon, né à Bâle le 5 septembre 1900 et mort à Lausanne le 10 avril 1971, est un industriel, commerçant et instigateur de prix littéraires vaudois.

## Biographie
Charles Veillon devient industriel et commerçant à La Chaux-de-Fonds. En 1924, il prend la direction suisse de la société de vente par correspondance française Girard & Cie (fondée à Paris par deux Neuchâtelois, les frères Girard et le Belge Arthur Boitte). Charles Veillon épouse la fille de l'un des deux frères, puis l'entreprise se scindant en deux en 1943, il reprend les commandes de l'une des deux moitiés, installé à Lausanne dès 1943 au 29C de l'avenue d'Ouchy, qui deviendra Veillon SA.
Homme de contact, soucieux de mieux connaître ses collaborateurs et d'exprimer ses idées et convictions, Charles Veillon crée un journal interne mensuel, Le Lien, qui paraît dès juin 1944. Presque parallèlement et dans le même esprit d'ouverture il lance le Journal Veillon, plus tard appelé Petit Journal adressé à sa clientèle en français, allemand et italien. S'y exprimeront des personnalités illustres tels Géa Augsbourg, Paul Budry, Maurice Zermatten ou Charles-Albert Cingria.
Créé en 1947, le Prix Veillon récompense des romans écrits dans les quatre langues nationales. Ces diverses manifestations en faveur de la culture valent à Charles Veillon des témoignages de reconnaissance tels la Légion d'honneur, l'Ordre des arts et des lettres, Ordine al merito della Republicana italiana et Croix du mérite de l'Allemagne de l'Ouest. Il est président de la Société des concerts de la Cathédrale dès 1944 et président de l'Orchestre de chambre (1948-1968)
En 1968, Charles Veillon passe le flambeau à son fils pour diriger l'entreprise qu'il a créée. Il participe encore aux décisions finales du transfert de Veillon SA de Lausanne à Bussigny, mais il décède une année avant le déménagement.

## Sources
- Fonds : Prix Charles Veillon (1949 - 1971) [0,33 mètre linéaire].  Cote : CH-000053-1 PP 318. Archives cantonales vaudoises (présentation en ligne).
- Fonds : Société Charles Veillon SA (1783 - 2005) [52.10 mètres linéaires].  Cote : CH-000053-1 PP 946. Archives cantonales vaudoises (présentation en ligne).
- « Charles Veillon », sur la base de données des personnalités vaudoises sur la plateforme « Patrinum » de la Bibliothèque cantonale et universitaire de Lausanne.
- Livre d'or, Belles-Lettres de Lausanne, 1806-1981
- Veillon, 1885-1985, pp. 8–15.
- Charles Veillon, la griffe éthique d’un marchand d’habits : Gilbert Salem
- Jean-Philippe Chenaux, "L'homme qui ne voulait pas être traité de mécène. Charles Veillon (1900-1971) : l'émergence d'une éthique patronale sous la loupe du professeur François Jequier", Gazette de Lausanne, 8 février 1985
- fondation charles veillon
- promotionculturelle.ch > Fondation Charles Veillon
- « Veillon, Charles » dans le Dictionnaire historique de la Suisse en ligne.